# CMA CGM Air Cargo
CMA CGM Air Cargo

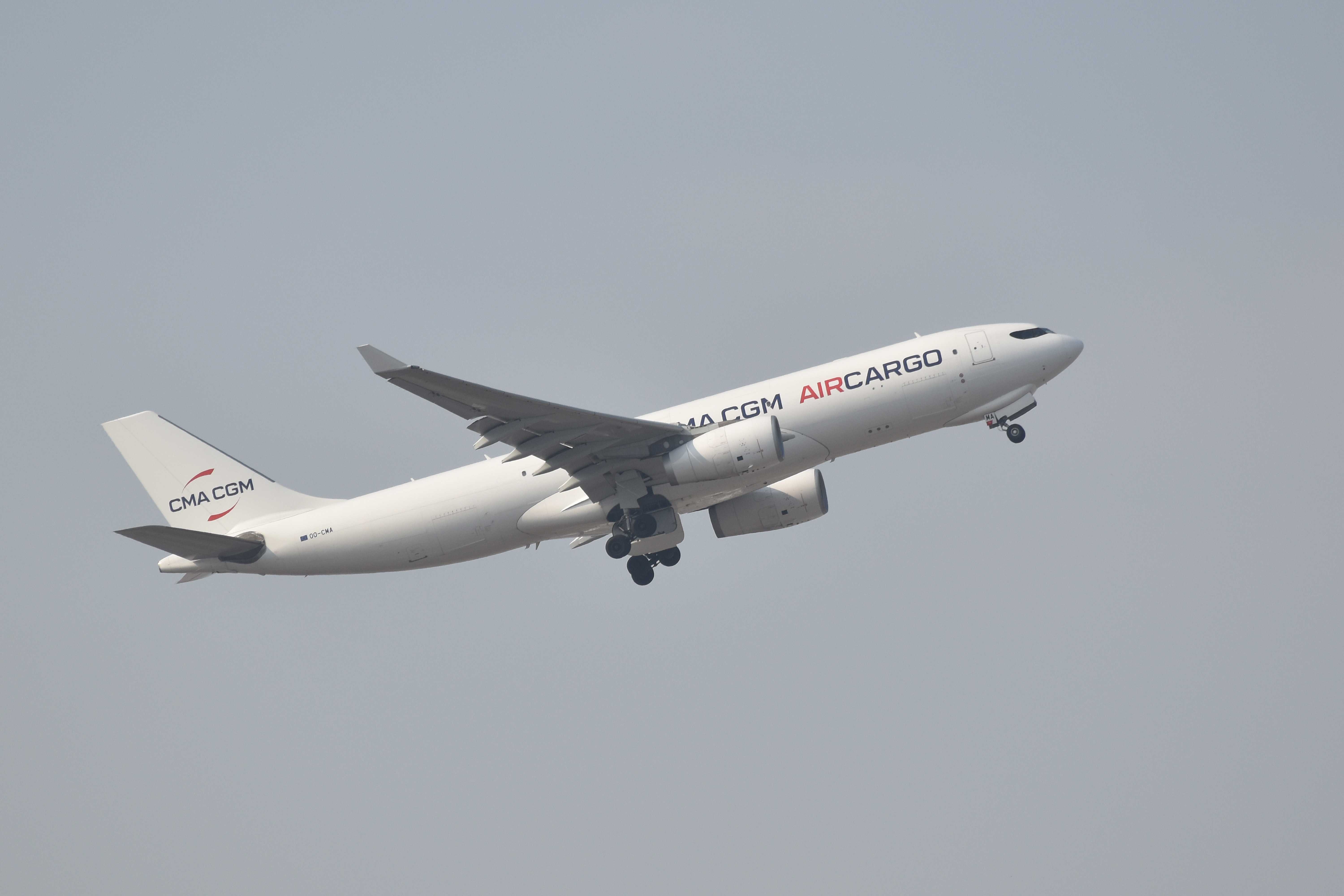
Airbus A330-200F de CMA CGM Air Cargo en 2021

CMA CGM Air Cargo est une division de l'armateur CMA CGM spécialisée dans le fret aérien. La société a été créée en 2021.   
En 2025, sa flotte est composée de six appareils : un Airbus A330-200F et trois Boeing 777F basés à Paris Charles-de-Gaulle tandis que deux Boeing 777 supplémentaires sont basés aux Étas-unis et exploités pour son compte (et sous ses couleurs) par la compagnie Atlas Air. 

## Histoire
L'armateur CMA-CGM communique son intention de se lancer dans le fret aérien dès septembre 2020. Après avoir envisagé une prise de participation dans le groupe Dubreuil, propriétaire des compagnies Air Caraïbes et French Bee, le groupe annonce le 12 février 2021 la création d’une division Air Cargo, rachète à Qatar Airways quatre Airbus A330-200F et annonce le 23 février la conclusion d’un accord de partenariat avec Air Belgium pour opérer ces avions au départ de l’aéroport de Liège (LGG/EBLG) ,.
Les opérations débutent le 13 mars 2021 avec le premier vol d’un Airbus A330-200F entre Liège et Chicago .
Deux villes sont initialement desservies au départ de Liège : Chicago et Atlanta.
Au cours du second semestre 2021, le groupe CMA CGM annonce le développement et l'expansion de l'activité de CMA CGM Air cargo en France et notamment,: 
- Commande de deux Boeing 777F (Cargo) disposant d'une charge utile de 102 tonnes ;
- Commande de quatre Airbus A350F (version cargo) avec une charge utile comparable et des performances améliorées ;
- Immatriculation en France des  nouveaux appareils intégrant la flotte du groupe à partir du printemps 2022 ;

En mai 2022, CMA-CGM et le Groupe Air France-KLM annoncent un partenariat stratégique de long terme dans le domaine du fret aérien. L'accord, d'une durée initiale de dix ans, prévoit l'entrée de CMA-CGM au capital du groupe de transport aérien, une coopération industrielle et la commercialisation conjointe des capacités de transport de fret aérien des deux groupes ,
En juin 2022, CMA CGM prend livraison de deux Boeing 777F et annonce en avoir commandé deux autres, livrables pour 2024 .
Le 3 avril 2023, le groupe annonce la concrétisation du partenarial annoncé en 2022 et notamment la mise à disposition des flottes cargo d'Air-France-KLM Martinair (6 avions cargo) et de CMA CGM Air Cargo (6 appareils) ainsi que de la capacité de transport en soute sur les vols passagers long courriers de la compagnie franco-hollandaise pour une exploitation à partir d'une plate-forme commune appelée my cargo. Ce partenariat ne concerne pas les zones géographiques d'Amérique du Nord (USA, Canada, Mexique), la Russie, la Turquie et l'Ile Maurice. Chaque compagnie par ailleurs continue de gérer ses propres activités cargo ,.
Le 16 janvier 2024, ce partenariat stratégique est dénoncé par un communiqué publié par les deux parties sans remise en cause de la prise de participation de CMA-CGM dans le capital du groupe franco-néerlandais ,.
Au printemps 2024, la presse fait part d'une expansion supplémentaire de la flotte par conversion d'options (huit Airbus A350F au lieu de quatre) à partir de 2026 et de la mise en service d'un cinquième Boeing 777F dès 2025.
En août 2024, la compagnie ouvre de nouvelles lignes desservant la Corée du Sud et la Chine au départ des États-Unis (Chicago et Anchorage), en partenariat avec la compagnie américaine Atlas Air qui met en œuvre le troisième Boeing 777F acheté par CMA CGM Air Cargo. En avril 2025, un quatrième Boeing est mis en œuvre par Atlas Air dans les mêmes conditions.
En juillet 2025, un cinquième Boeing 777 - immatriculé en France - est mis en service. 

## Destinations
CMA CGM Air Cargo dessert les destinations suivantes :
Note : ce tableau indique les vols réguliers annoncés sur le site de la compagnie en août 2024 ainsi que les escales régulièrement effectuées (et constatées en avril 2025 sur les sites de suivi des vols tels que FlightRadar24).
| Pays         | Ville     | Aéroport                                       | Codes IATA/OACI |
| ------------ | --------- | ---------------------------------------------- | --------------- |
| France       | Paris     | Aéroport de Paris-Charles-de-Gaulle            | CDG/LFPG        |
| Azerbaïdjan  | Bakou     | Aéroport international Heydar Aliyev de Bakou  | GYD/UBBB        |
| Chine        | Hong Kong | Aéroport international de Hong Kong            | HKG/VHHH        |
| Chine        | Shanghai  | Aéroport international de Shanghai-Pudong      | PVG/ZSPD        |
| Chine        | Zhengzhou | Aéroport international de Zhengzhou Xinzheng   | CGO/ZHCC        |
| Corée du Sud | Séoul     | Aéroport international d'Incheon               | ICN/RKSI        |
| États-Unis   | Anchorage | Aéroport international d'Anchorage Ted-Stevens | ANC/PANC        |
| États-Unis   | Chicago   | Aéroport international O'Hare de Chicago       | ORD/KORD        |

## Flotte

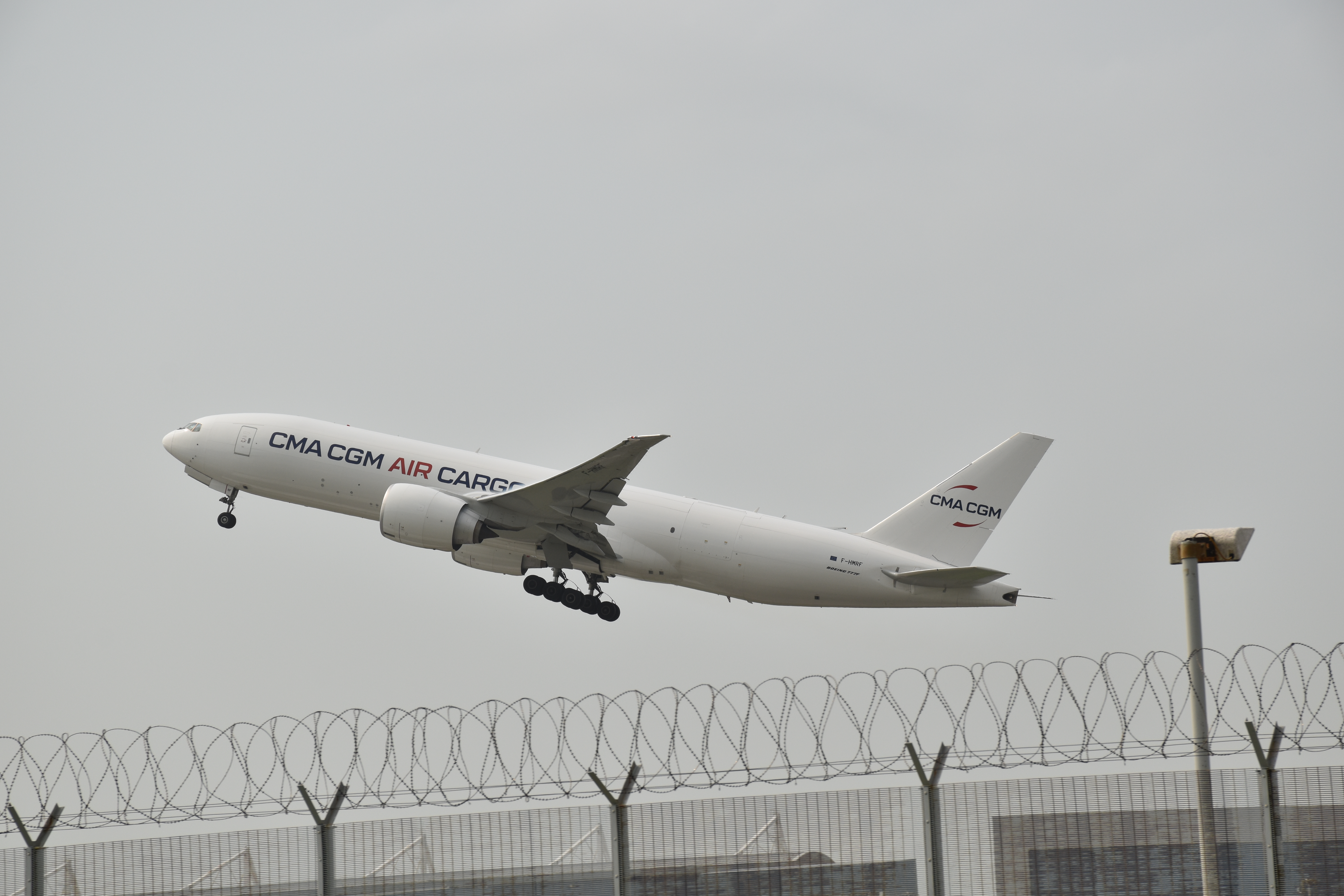
Boeing 777F de CCAC au départ de Hong Kong en 2023

La composition - présente et future - de la flotte de CMA CGM Air Cargo est la suivante :
| Appareils        | Immatriculation                    | En service | En commande |
| ---------------- | ---------------------------------- | ---------- | ----------- |
| Airbus A330-200F | F-HMRI                             | 1          |             |
| Boeing 777F      | F-HMRB F-HMRF F-HMR0 N760GT N761GT | 5          |             |
| Airbus A350F     |                                    |            | 8           |
| Total            |                                    | 6          | 8           |